# کنسرن
کنسرن به اتحادیه تراست‌ها گفته می‌شود که در اروپا و به‌ویژه در آلمان شایع است.
این واحدهای اقتصادی بزرگ در کشورهای سرمایه‌داری از قدرت بسیاری برخوردار بوده‌اند و همیشه عامل تسلط صنعتی٬ بازرگانی و نظامی بر کشورهای دیگر می‌باشند. یکی ازکنسرن‌های بزرگ در آمریکا شرکت جنرال موتورز است که از ادغام واحدهای خودروسازی (مانند: شورلت، بیوک، جی ام سی و...) و کارخانه‌های ذوب‌آهن و تهیه فولاد و مؤسسات لاستیک‌سازی (مانند :بی. اف. گودریچ و جنرال) تشکیل شده‌است و حتی منابع مالی مورد نیاز خود را از طریق بانک‌های وابسته به خود تأمین می‌کند.

## منبع
- نظامهای اقتصادی دکتر حسین نمازی. شرکت سهامی انتشار۱۳۸۴.

مشارکت‌کنندگان ویکی‌پدیا. «Concern (business)». در دانشنامهٔ ویکی‌پدیای انگلیسی، بازبینی‌شده در ۲۷ دی ۱۳۹۲.